# Grandal och Lövlund
Grandal och Lövlund är sedan 2010 en av SCB avgränsad och namnsatt småort i Angarns socken i södra delen av Vallentuna kommun. Småorten omfattar bebyggelse Grandal och Lövlund, belägna väster om Angarn och ungefär 6 kilometer rakt öster om Vallentuna. 